# Ampanang jezik
Ampanang jezik (ISO 639-3: apg), jedan od dva jezika podskupine mahakam (u novijoj verziji barito-mahakam), šire skupine barito (danas veliki barito), kojim govori 30 000 ljudi (Wurm and Hattori 1981) na indonezijskom dijelu otoka Borneo u provinciji East Kalimantan.
Srodan mu je tunjung. Etnička grupa Ampanang jedno je od plemena Dajaka.

## Vanjske poveznice
- Ethnologue (14th)
- Ethnologue (15th)